# زتا مار
زتا مار یک ستاره است که در صورت فلکی مار قرار دارد.